# Église Saint-Léger d'Amiens
L'église Saint-Léger de Longpré est située sur le territoire de la commune d'Amiens, dans le département de la Somme dans l'ancien hameau de Longpré-lès-Amiens.

## Historique
Un prieuré-cure de Bénédictins, appartenant à l'abbaye de Saint-Fuscien, existait en 1125.
L'église existait toujours au XVIIe siècle. En 1853, fut décidée sa reconstruction. En 1856, un concours d'architecte fut organisé dont le lauréat fut Henri Parent, architecte de Paris. Il modifia quelque peu ses plans, l'année suivante, à la demande d'Eugène Viollet-le-Duc en ce qui concernait la charpente et le déplacement de la sacristie.

## Caractéristiques
L´église de  style néogothique est construite en brique et couvert d´ardoises, sur un plan en croix latine à chevet plat. Au sud-est de l'édifice fut érigé le clocher. Un portail en calcaire donne accès à l'intérieur.
La nef, le transept et le chœur sont recouverts d'une voûte en berceau brisé lambrissé. La croisée du transept est couverte d'une voûte d´arête en brique. Les contrebutements internes de la nef forment des piliers et des baies en arc brisé (quatre au nord et trois au sud) éclairent l'édifice. Le transept est éclairé sur chaque face, par baies doubles. Une porte à double battant ménagée dans le mur sud du bras sud du transept donne accès à la sacristie. Les lambris recouvrant le chœur et le bras nord du transept ont conservé leur polychromie. Le chœur est entouré par une clôture en pierre calcaire et en fer forgé. Il est éclairé par deux baies au nord et au sud et par une baie tripartite, à l´ouest. La chapelle des Fonts baptismaux est située dans la tour de clocher.